# Rytigynia umbellulata
Rytigynia umbellulata är en måreväxtart som först beskrevs av William Philip Hiern, och fick sitt nu gällande namn av Robyns. Rytigynia umbellulata ingår i släktet Rytigynia och familjen måreväxter. Inga underarter finns listade i Catalogue of Life.